# Oldham County, Kentucky
Oldham County är ett administrativt område i delstaten Kentucky, USA, med 60 316 invånare.
Vid sidan om den administrativa huvudorten La Grange finns bland annat Buckner.

## Geografi
Enligt United States Census Bureau har countyt en total area på 509 km². 490 km² av den arean är land och 19 km² är vatten. 

### Angränsande countyn
- Clark County, Indiana - nordväst, över Ohiofloden
- Trimble County - nordost
- Henry County - öst
- Shelby County - sydost
- Jefferson County - sydväst